# Гуляев, Николай Константинович
Николай Константинович Гуляев (30 ноября 1885 — 4 марта 1947 года) —  русский военный лётчик, подполковник, участник Первой мировой войны, кавалер ордена Святого Георгия 4-й степени (1916). После войны и эмиграции получил известность как Коля Негин (Kolia Negin), исполнитель русских романсов.

## Биография
Николай Гуляев родился 30 ноября 1885 года в православной мещанской семье, которая происходила из Киевской губернии. Начальное образование получил в Киевском реальном училище, которое окончил в 1906 году.
После окончания реального училища, с 1906 по 1908 годы проходил курс обучения в Киевском военном училище, по окончании которого 15 июня 1908 года был направлен в 40-ю артиллерийскую бригаду в чине подпоручика. 21 июня прибыл в бригаду. 31 августа 1911 года был произведён в чин поручика и назначен на должность бригадного казначея. 13 октября 1912 года был переведён в 5-ю батарею той же бригады, а 18 февраля следующего года — во 2-ю батарею.
В 1914 году после окончания теоретических авиационных курсов при Санкт-Петербургском политехническом институте был направлен и окончил Севастопольскую военную авиационную школу и направлен в 1-й авиационный отряд, 22 июня получил звание военного лётчика. В 1915 году окончил Школу авиации военного времени Императорского Всероссийского аэроклуба. 18 февраля 1915 года стал штатным лётчиком-наблюдателем в отряде. 26 июня того же года был произведён в чин штабс-капитана, а 25 ноября — в чин капитана. 13 июля 1916 года был назначен в Кронштадтский крепостной авиационный отряд. 16 июля 1917 года был произведён в чин подполковника.
Ещё во время службы окончил кинематографические и литературные курсы писателя А. Вознесенского. После войны эмигрировал в Болгарию. С 1920 выступал на эстраде под сценическим именем Коля Негин, исполняя русские романсы. Первые концерты проходили в Варне и Константинополе. Позднее гастролировал по США, Канаде и Мексике. Снялся в семи немых и одном звуковом фильмах.

## Награды
Николай Гуляев был удостоен следующих наград:
- Орден Святого Георгия 4-й степени (Высочайший приказ от 25 мая 1916[5]) — «за то, что: 1) с полной самоотверженностью, неустрашимостью и явной для жизни опасностью 13-го июня 1915 г., во время воздушной разведки потушил возникший на аппарате пожар и тем дал возможность летчику вывести аппарат из опасного положения; 2) 13-го же июня, производя воздушную разведку под действительным ружейным и пулеметным огнем противника, презирая явную опасность, произвел съемку неприятельской укрепленной позиции»;
- Орден Святого Владимира 4-й степени с мечами и бантом (Высочайший приказ от 26 октября 1915);
- Орден Святой Анны 4-й степени с надписью «За храбрость»;
- Орден Святого Станислава 3-й степени с мечами и бантом.